# 웬
웬(1992년 7월 23일 ~ )은 대한민국의 가수다. 2019년 싱글 앨범 [전화]로 데뷔했다.

## 방송
- 싱어게인1 (2020) - Top71

## 공연
- WH3N(웬) 첫 번째 단독 콘서트 'bornxoxo' (2021)
- ［FOREST 2021 Halloween］WH3N 단독콘서트 (2021)
- 튠업 스테이지［스윗 러브：최유리 X WH3N］ (2022)